# Umberto Somma
Umberto Somma (Pistoia, 20 novembre 1878 – Roma, 31 dicembre 1955) è stato un militare e politico italiano.

## Biografia
Ammesso alla scuola militare di Modena nel 1896, caporale e sergente l'anno successivo, nel 1898 si rafferma per sei anni e viene assegnato al 6º reggimento fanteria. Nel 1903 passa al 4º reggimento dove viene promosso sottotenente e tenente. Nel 1912-1913 prende parte alla guerra italo-turca nel comando della 5ª divisione speciale di fanteria, da cui torna col grado di capitano. Nel 1915 parte per la prima guerra mondiale nel 127º reggimento di fanteria mobile; viene ferito in modo grave durante la Battaglia di Ragogna, dalla quale esce privato della vista all'occhio sinistro e con problemi di deambulazione, e ricoverato all'ospedale militare di Udine.
Già promosso maggiore poco prima dell'evento, viene ulteriormente promosso tenente colonnello per meriti di guerra. Dopo due mesi di convalescenza torna in zona di guerra al comando del reparto mitraglieri di Brescia, dove rimane fino all'armistizio.
A ostilità cessate, promosso colonnello, è assegnato al comando della scuola centrale di fanteria presso l'82º reggimento, della quale diventa comandante dal 16 dicembre 1919. Vi rimane fino al 1924, quando viene nominato comandante dell'83º fanteria e a sua richiesta rimane in servizio attivo come grande invalido di guerra. Dopo un periodo a disposizione del ministero della guerra, promosso generale di brigata, è nominato comandante dell'8ª brigata di fanteria di stanza a Parma, dove rimane dal 1929 al 1935. Nel 1936 passa al comando della 2ª divisione CC.NN. col grado di generale di divisione, dove rimane fino al collocamento a riposo (Libia, 1940) per raggiunti limiti di età.
Secondo lo storico Carlo Francovich, Sanna fu inviato da Badoglio a Firenze nel giugno 1944 per assumere a nome del governo il comando delle truppe partigiane togliendolo al Comitato Toscano di Liberazione Nazionale, ma il CTLN si rifiutò di abbandonare il comando dei partigiani volendo garantire che fosse l'insurrezione popolare a liberare Firenze prima dell'arrivo degli Alleati
Fu senatore del Regno dal 21 dicembre 1939 fino al 2 agosto 1943. Fu dichiarato decaduto sulla base del Decreto Legislativo luogotenenziale del 27 luglio 1944 n. 159 per le sanzioni contro il fascismo; tale decadenza fu poi annullata da una sentenza delle Sezz. Unite Civili-Cassazione del 8 luglio 1948.